# Las primeras quince vidas de Harry August
Las primeras quince vidas de Harry August es una novela del género de ciencia ficción escrita por Claire North, un pseudónimo de la escritora británica Catherine Webb. La primera edición de este libro fue publicada en el 2014 en Gran Bretaña y Estados Unidos. En 2015 fue galardonada con un premio John W. Campbell Memorial a la mejor novela de ciencia ficción del año, además de quedar finalista en la misma categoría del premio Arthur C. Clarke.

## Reseña
Cuando empezamos este libro vemos que Harry August nace de un noble inglés y la criada de la familia, siendo esto una relación prohibida o indebida Harry August queda en adopción a una pareja de trabajadores humildes de esta misma familia. En la niñez de Harry muere su madre debido a una enfermedad. Harry vive una vida ordinaria y muere, sin embargo, después de su muerte Harry August vuelve a nacer en el mismo año y en las mismas condiciones, además de con todos los recuerdos de su vida pasada. Agobiado por esta información, en su segunda vida es encerrado en un manicomio, donde muere y vuelve a nacer por tercera vez, esta vez y con recolección de sus vidas pasadas.
Al darse cuenta de este fenómeno, Harry empieza a estudiar todo tipo de materias, y viajar por todo el mundo explorando culturas y religiones, hasta que en una de susu vidas cuando es un profesor de universidad se topa con la mención de un club Cronos , que lo pone a pensar que hay más personas como el, por lo que se dedica a encontrar durante sus vidas a más personas como el.

### Personajes
- Harry August
- Vincent Rankis
- Charity